# 第1降下装甲師団
第1降下装甲師団ヘルマン・ゲーリング（だいいちこうかそうこうしだん ヘルマン・ゲーリング、Fallschirm-Panzer-Division 1. Hermann Göring - 略して Fallschirm-Panzer-Div 1 HG）は、ドイツ国防軍空軍のエリート装甲師団である。HGは北アフリカ、シチリア島、イタリア本土、東部戦線で戦った。この部隊は帝国元帥のヘルマン・ゲーリングによって創られ戦争期間中に大隊（Abteilung）から装甲軍団規模まで拡充した。

## 創設と初期の歴史
1933年にアドルフ・ヒトラーの国家社会主義ドイツ労働者党（NSDAP）はドイツの権力を掌握し、第一次世界大戦時のエース・パイロットのヘルマン・ゲーリングはプロイセンの内務大臣に任命された。この立場により全てのプロイセン警察組織はゲーリングの支配下に入った。
1933年2月24日にNSDAP体制に忠誠を誓う警察部隊の創設を意図してゲーリングはヴェッケ特殊任務警察大隊（Polizeiabteilung z.b.V. Wecke）の創設を承認した。この部隊の名称は第一次世界大戦の退役軍人、初期のNSDAP党員で部隊指揮官のヴァルター・ヴェッケ(de:Walther Wecke)警察少佐（Major der Schutzpolizei）に因んでつけられた。大隊はベルリン＝クロイツベルク近郊に基地を構え、早々に非情で野蛮なナチスの実行部隊であるという評判を築き始めた。ゲーリングの秘密警察 ゲシュタポとの共同活動でこの部隊は多くの強襲を共産主義者と社会民主主義者に対し行い、多数のナチスに対立する者達の捕縛や逮捕を担当した。
1933年6月にゲーリングは大隊を拡充し部隊の指揮権をベルリン警察から新たに再編された州警察に移譲した。それに応じて部隊名称もヴェッケ特殊任務州警察団（Landespolizeigruppe Wecke z.b.V.）に改称された。
1934年1月にヒトラーとハインリヒ・ヒムラーの圧力によりゲーリングはゲシュタポの指揮権をヒムラーの親衛隊に譲った。残りの部隊の地位強化のためゲーリングは部隊を拡充し、全ての要員は軍事訓練課程を修めなければならないという内規を作成した。再編された部隊はゲネラル・ゲーリング州警察団（Landespolizeigruppe General Göring）と呼ばれた。エルンスト・レームの突撃隊（SA）がNADAPの主導権を要求したときにヒトラーはゲーリングのヴェッケ特殊任務州警察団とヒムラーのライプシュタンダーテ SS アドルフ・ヒトラー（Leibstandarte SS Adolf Hitler）に行動に出るように命令を発した。長いナイフの夜の期間中にヴェッケ特殊任務州警察団とライプシュタンダーテは多数の主要なSA指導者を処刑し、NSDAPの脅威となる組織を排除した。

## ドイツ空軍配下 - 初期の戦い
1935年にゲーリングはドイツ空軍の最高司令官に昇進したが、お気に入りの部隊を跡に残していきたくなかったので部隊をドイツ空軍へ移籍させる命令を出し1935年9月にゲネラル・ゲーリング連隊（Regiment General Göring）に改称した。
部隊は再訓練に送り出されドイツ空軍の部隊として再装備を施された。この期間中に第I猟兵大隊（I.Jäger-Bataillon）と第15工兵中隊（15. Pionier-Kompanie）がデーベリッツへパラシュート訓練に送り出された。これらの部隊は1938年3月にゲネラル・ゲーリング連隊から分割され、最初の降下猟兵（Fallschirmjäger）部隊の第1降下猟兵連隊第I大隊（I./ Fallschirmjäger-Regiment 1）に再編された。
1936年初めにゲネラル・ゲーリング連隊は活動準備が整った。この時点ではNSDAPに対する全ての組織的な抵抗活動は壊滅させられるかドイツを離れていたため連隊はゲーリングの個人的な警護やヒトラーの司令部の 防空といった任務に充てられていた。
1938年3月のアンシュルスでのオーストリア併合の時、ゲネラル・ゲーリング連隊は国境を越えた最初の部隊の一つであった。同様に1938年10月のズデーテンラントへの侵攻と1939年3月のプラハ占領でも連隊は最初のドイツ占領軍の中にいた。
ポーランド侵攻ではゲネラル・ゲーリング連隊のごく一部しか戦闘に参加しなかった。部隊の大部分はベルリンに留まり防空やゲーリングとNSDAP幹部の身辺警護といった任務を続けていた。北欧侵攻では連隊の小部隊（警護大隊、オートバイ中隊と高射砲中隊）が作戦に参加し任務を果たした。
ゲネラル・ゲーリング連隊の基幹は第101高射砲連隊（FlaK-Regiment 101）と第103高射砲連隊（FlaK-Regiment 103）という偽の部隊名でドイツ - オランダ国境に配備された。黄色の場合の期間中、この部隊はオランダとベルギー侵攻に参加した。威容を誇るエバン・エマール要塞は降下猟兵により占拠／無力化されたがこの降下猟兵の多くは以前ゲネラル・ゲーリング連隊に所属していた。
オランダ降伏後、ゲネラル・ゲーリング連隊は幾つかの小さな戦闘集団に分割され、装甲師団の尖兵として配置された。連隊は再び本来の任務である対装甲車両攻撃用に運用された高射砲に特化した部隊に戻った。モルマル・ウッド（Mormal Wood）の戦いでは8.8 cm 18S 高射砲がフランスの戦車と僅か数ヤードの距離で交戦した。この戦いで連隊は実戦での不動の名声を獲得した。
フランス降伏後、連隊は都市の高射砲防衛の任務のためにパリに呼び戻されるまで英国海峡沿岸に駐屯した。1940年遅くに連隊は以前の任務である要人警護と高射砲防衛に戻るためにベルリンに戻された。

## バルバロッサ - 北アフリカ
1941年年初めにゲネラル・ゲーリング連隊は自動車化連隊に改編された。この期間に連隊はゲーリングが国家元帥（Reichsmarschall）に昇進した時にヘルマン・ゲーリング連隊（自動車化）（Regiment (mot) Hermann Göring）と改称された。この再編成後に連隊はソビエト連邦への侵攻に参加するために東部へ移動した。
ベニート・ムッソリーニがギリシャへ侵攻したことによりバルバロッサ作戦、ドイツ軍のバルカン半島とギリシャへの侵攻に遅滞が生じ、連隊はプロイェシュティ近郊の油井の高射砲防衛任務に就くためにルーマニアに駐屯した。
バルバロッサ作戦が進行中の1941年6月22日、ヘルマン・ゲーリング連隊は南方軍の一部である第11装甲師団へ配備され、Radziechow、キエフ、ブリャンスク近郊で戦い数多くの赤軍の戦車を8.8 cm 高射砲で撃破した。1941年末に連隊は戦闘で被った相応の負傷兵を伴い休養と再装備のためにドイツに帰還した。ヘルマン・ゲーリング狙撃大隊（Schützen-Bataillon Hermann Göring）は1942年5月まで前線に留まった。
1942年7月に連隊は旅団規格に昇格しヘルマン・ゲーリング旅団（Brigade Hermann Göring）と命名された。1942年10月今なお再編中の旅団を更に完全な師団規格まで拡充する決定がなされた。ヘルマン・ゲーリング師団は陸軍の装甲師団並みに編成されることになった。ゲーリングは陸軍の熟練戦車兵をヘルマン・ゲーリング師団に移籍させるように手配し、第5降下猟兵連隊を組み入れることにより機械化された歩兵部門を強化した。
師団が編成されている間に第二次エル・アラメイン会戦によりエルヴィン・ロンメル元帥のドイツアフリカ軍団はエジプト - リビア国境からチュニジアに向けて退却を余儀なくされていた。まだ完全に編成が完了していなかったがヘルマン・ゲーリング師団はヨーゼフ・シュミット少将指揮の下シュミット戦闘集団（Kampfgruppe Schmid）としてドイツアフリカ軍団を支援するために分割してチュニジアへ送られた。シュミット戦闘集団がアフリカ装甲軍の残存部隊と共に降伏したことでヘルマン・ゲーリング師団は全ての戦闘部隊と多くの指揮系統を失った。ゲーリングは直ぐに師団の再編成を命じた。

## 装甲師団 - シシリー - イタリア
訓練を完了しチュニジアへ送られるのを待っていたヘルマン・ゲーリング師団の残存部隊の幾つかが新生されるヘルマン・ゲーリング師団の基幹となり、師団はヘルマン・ゲーリング装甲師団と命名された。6月半ばに師団は戦闘体制が整い、予想される連合国軍の侵攻に対する防衛のためにシチリア島へ移送された。1943年7月10日、連合国軍のハスキー作戦の開始時にヘルマン・ゲーリング装甲師団は島の防衛に就いていた。師団の善戦は大多数のイタリア軍の防衛部隊の降伏によって妨げられた。師団はジェーラとプリオーロ・ガルガッロを確保したが、連合国軍の上空と海上からの優勢な攻撃にドイツ軍部隊はメッシーナまで後退した。シチリア島からの撤退の訓練課程作戦（Operation Lehrgang）中にヘルマン・ゲーリング装甲師団は後衛部隊の任務を果たしシチリア島からイタリア本土へ渡った最後の部隊の一つとなった。
イタリア政府が連合国に降伏するとヘルマン・ゲーリング装甲師団はイタリア軍の武装解除を実施した。9月9日に連合国軍がサレルノへの上陸作戦を開始するとサレルノ地域に駐屯していた師団はこれの迎撃に送り込まれた。ドイツ軍の防衛部隊が降伏し始めると師団は戦闘を行いながらヴォルトゥルノ - テルモリ線まで後退した。そこの線を出来る限りの間防衛した後で師団はグスタフ・ラインまで後退し、最終的にはそこで休暇と再装備のために戦線から引き揚げられた。

### 芸術作品の避難に関する論争
連合国軍が更に北進しモンテ・カッシーノの修道院に接近してきたときに、ユリウス・シュレーゲル中佐（Oberstleutnant Julius Schlegel）指揮の師団の分遣隊が修道院の貴重な芸術作品を避難させるのを買って出た。修道僧はこれに同意し師団の車両がダ・ヴィンチ、ヴェチェッリオ、ラファエロと聖ベネディクト修道院所蔵のかけがえの無い芸術作品の搬出に使用された。これらの荷物はバチカンに預けられモンテ・カッシーノの戦いで破壊されることを免れた。ゲーリングが美術品の略奪者であるという評判のために親衛隊の憲兵部隊が修道院に派遣されシュレーゲルは逮捕された。修道僧の弁明と師団長の介入によってようやくシュレーゲルは刑を免れ、避難作業は続けられた。感謝を込めてモンテ・カッシーノ修道院の修道僧はミサを執り行い、シュレーゲルの尽力を表して彼に装飾写本を贈呈した。戦後、シュレーゲルは戦争犯罪と略奪の疑いで逮捕されたが英軍のハロルド・アレクサンダー元帥が個人的に1度介入しただけで釈放された。
1944年2月に連合国軍がアンツィオに上陸すると師団はその地域に急派され、第1特殊任務部隊を擁する侵攻してくる連合国軍との戦いに参加した。1944年2月から4月まで師団はシステルナ、ラーピド川、ミントゥルノで戦った。

## 東部への転戦

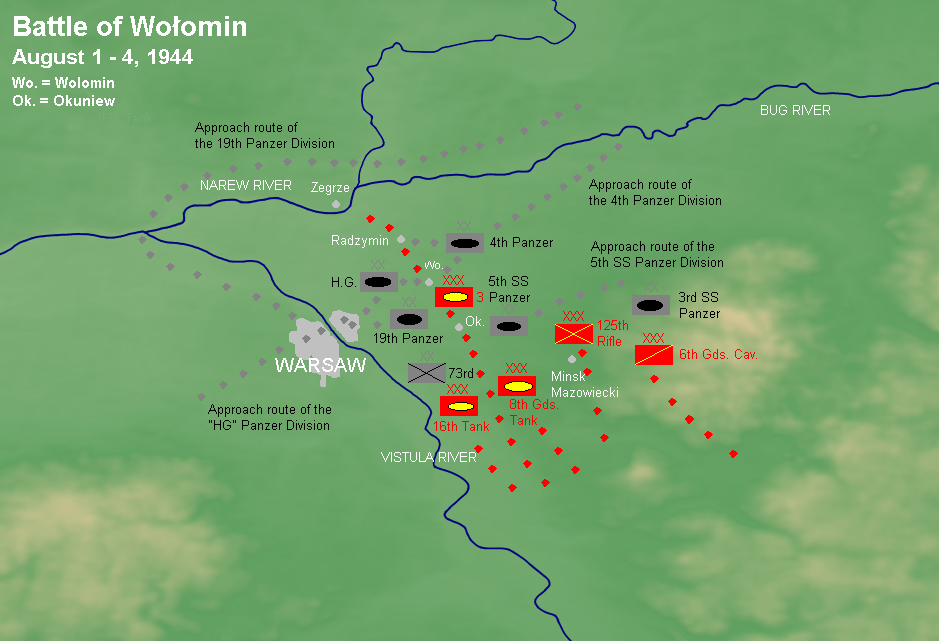
ラジミン（Radzymin）の戦い

1944年4月にヘルマン・ゲーリング装甲師団はトスカーナ周辺の戦線から引き揚げられヘルマン・ゲーリング第1降下装甲師団（Fallschirm-Panzer-Division 1. Hermann Göring）として再編された。この再編は組織自体には大きな変更を加えられなかったが、この期間に戦線から戻ってきた師団には8カ月以上も続いた戦闘での損耗を充足するために再装備と補充兵、車両の更新を行った。予測される連合国軍の侵攻に備えて師団をフランスへ送る手配がなされた。
5月12日の連合国軍のローマに向けての侵攻によりフランスへの転戦はキャンセルされヘルマン・ゲーリング第1降下装甲師団は戦線へ呼び戻された。戦闘を継続しつつローマへ後退し、師団は最後のドイツ兵が脱出するまで連合国軍を押しとどめた。破壊を避けるためにイタリアの首都は無防備都市宣言を表明していたために師団は6月4日にはローマ以北へ引き下がった。師団は連合国軍のフィレンツェへの斥候攻撃を防衛するためにそこで布陣したが、7月15日には師団は東部戦線への移送準備のために戦線からの離脱命令を受けた。
この期間に数名の熟練幹部がラドムで編成中の兄弟師団ヘルマン・ゲーリング第2降下装甲猟兵師団の編成のためにヘルマン・ゲーリング第1降下装甲師団から引き抜かれた。第1降下装甲師団の補給部隊も多くの幕僚士官と共に2つのヘルマン・ゲーリングを冠する師団を運用するヘルマン・ゲーリング第1降下装甲軍団の編成に向けて分離された。
ヘルマン・ゲーリング第1降下装甲師団は、ドイツのプロパガンダにかかると"ワルシャワ要塞"と言い表せられる廃墟となったワルシャワを防衛する新しく編成されたヴァイクセル軍集団に配属された。師団は9月半ばにヴィスワ川前線に到着し、直ぐにModlin - ワルシャワ間のヴィスワ川にいた歴戦の第5SS装甲師団 ヴィーキングと共に戦闘に投入された。激しい戦闘で師団はヴィーキングと共に赤軍第3戦車師団を効果的に撃破した。ワルシャワ蜂起の発生により赤軍の攻撃は中断し（恐らくスターリンの蜂起が失敗することを見越した意図的な命令で）、ポーランドの国内軍（Armia Krajowa）が背後で自滅するまで戦っている間に前線には一時の平穏が生じた。

## 東プロイセン - 敗戦
ヘルマン・ゲーリング降下装甲軍団（Fallschirm-Panzerkorps Hermann Göring）は1944年10月初めに実働状態になり、ヘルマン・ゲーリング第1降下装甲師団は兄弟部隊のヘルマン・ゲーリング第2降下装甲猟兵師団と共に軍団の指揮下に入った。その後、装甲軍団は既にクールラント・ポケットで北方軍集団の包囲を完了し東プロイセンの占領を意図する赤軍の攻撃をくい止めるために東プロイセン-クールラント地区に送られた。装甲軍団はグムビンネン近郊で激しい防御戦闘を行い、1944年11月遅くに赤軍の突撃攻撃が止むと装甲軍団は定地防御線を構築した。
赤軍の強力なヴィスワ＝オーデル攻勢はヘルマン・ゲーリング降下装甲軍団を第4軍の残存兵力と共にハイリゲンバイル・ポケット（Heiligenbeil Pocket）に追い込んだ。2月に陸軍のエリート部隊であるグロースドイッチュラント師団が装甲軍団に配属された。
包囲網を突破する試みが幾度か行われたが装甲軍団はポメラニアのスヴィネミュンデ（Swinemünde）から海路で脱出しなければならなかった。上陸すると同時に装甲軍団は3月中旬まで続くオーデル・ナイセ線の防衛戦に投入された。軍団の戦力増強のためにブランデンブルク装甲猟兵師団（Panzergrenadier-Division Brandenburg）が部隊に編入された。
4月にヘルマン・ゲーリング降下装甲軍団の残存兵力はシレジアに送られ、激しい戦闘を行いながら徐々にザクセン州に押されていった。4月22日、2つの師団の内の1つのヘルマン・ゲーリング第1降下装甲師団はポーランド第2軍（Polish People's Army 又は LWP）と赤軍第52軍の境界線を突破した。師団はバウツェン近郊の戦闘でそれらの連絡網と補給列車を破壊し、2日後に止められるまでLWPの第5歩兵師団と第16戦車旅団に手酷い損害を与えた。
5月初めまでヘルマン・ゲーリング降下装甲軍団はザクセン州の州都のドレスデンに駐留していた。軍団の残存部隊は、当時エルベ川で進軍を停止していた米軍に降伏するために西へ脱出しようとしていた。包囲され軍団は様々な突破を試みたにもかかわらず、幾つかの小集団のみが西への脱出に成功しただけで1945年5月8日に軍団の大多数は赤軍に降伏した。武装親衛隊と警察部隊と共に空軍部隊員は東部戦線で残虐行為に関与したためにロシア人から戦争犯罪人とみなされていたのでヘルマン・ゲーリング降下装甲軍団の生存者の大部分はソビエト連邦のグラグから戻ってこなかった。

## 戦争犯罪
英国政府の報告によるとヘルマン・ゲーリング師団は当時イタリアで幾つかの報復的な作戦に関わった。その中の一つは1944年6月6日に250名の市民が殺害されたチヴィテッラ・イン・ヴァル・ディ・キアーナ村とその近郊で発生した。
ヴォラ地区で発生したワルシャワ蜂起の間、ヘルマン・ゲーリング師団からおよそ800名の兵士が戦闘に参加した。そこではヒトラーの街を破壊せよという命令と関連して多数の市民が処刑された。これらの部隊は次の通り。
- ヘルマン・ゲーリング降下装甲連隊／第II大隊（20輌のIV号戦車）
- ヘルマン・ゲーリング第2装甲猟兵連隊／第III大隊
- ヘルマン・ゲーリング装甲砲兵連隊／第IV大隊

ポーランドの情報源によると、ヘルマン・ゲーリング師団の兵士は敵戦車に対する人間の盾として市民を使ったと主張している。

## 指揮官
- ヴァルター・ヴェッケ州警察大佐（1933年2月23日 - 1934年6月5日）
- フリードリッヒ・ヴィルヘルム・ヤコビー（de:Friedrich Wilhelm Jakoby）州警察中佐（1934年6月6日 - 1936年8月12日）
- ヴァルター・フォン・アクストヘルム（de:Walther von Axthelm）少佐（1936年8月13日 - 1940年5月31日）
- パウル・コンラート（Paul Conrath）大佐（1940年6月1日 - 1944年4月14日）
- ヴィルヘルム・シュマルツ（Wilhelm Schmalz）少将（1944年4月16日 - 1944年9月30日）
- ホルスト・フォン・ネッカー（Horst von Necker）少将（1944年10月1日 - 1945年2月8日）
- マックス・レムケ（Max Lemke）少将（1945年2月9日 - 1945年5月8日）

ヘルマン・ゲーリング第1降下装甲軍団
- ヴィルヘルム・シュマルツ（Wilhelm Schmalz）中将（1944年10月4日 - 1945年5月8日）

## 部隊の変遷
- ヴェッケ特殊任務警察大隊（Polizeiabteilung z.b. V. Wecke）
- ヴェッケ特殊任務州警察団（Landespolizeigruppe Wecke z.b. V）
- ゲネラル・ゲーリング州警察団（Landespolizeigruppe General Göring）
- ゲネラル・ゲーリング連隊（Regiment General Göring）
- ヘルマン・ゲーリング連隊（自動車化）（Regiment (mot) Hermann Göring）
- ヘルマン・ゲーリング旅団（Brigade Hermann Göring）
- ヘルマン・ゲーリング師団（Division Hermann Göring）
- ヘルマン・ゲーリング装甲師団（Panzer-Division Hermann Göring）
- ヘルマン・ゲーリング第1降下装甲師団（Fallschirm-Panzer-Division 1. Hermann Göring）
- ヘルマン・ゲーリング第1降下装甲軍団（Fallschirm-Panzerkorps Hermann Göring）

## 戦闘序列

### ゲネラル・ゲーリング連隊 1939年
連隊本部：Regimentstab
- 軍楽隊：Musikkorps
- 第I（重）高射砲大隊：I. (schwere) Flak-Abt.
- 第II（軽）高射砲大隊：II. (leichte) Flak-Abt.
- 第III投光機大隊：III. Scheinwerfer-Abt.）
- 第IV（軽）高射砲大隊：IV. (leichte) Flak-Abt.
- 警護大隊：Wachbataillon
  - 騎兵中隊：Reiterschwadron
  - 第9中隊：9. Kompanie
  - 第10中隊：10. Kompanie
  - 第11警護中隊：11. Wachkompanie
- 補充大隊：Ersatz- Abteilung
- （重）列車高射砲兵中隊：(schwere) Eisenbahn Flak-Batterie
- （軽）高射砲中隊：(leichte) Flak-Batterie

### ヘルマン・ゲーリング師団 1942年11月
- 師団本部：Divisionsstab
- ヘルマン・ゲーリング装甲連隊：Panzer-Regiment Hermann Göring
- ヘルマン・ゲーリング第1装甲猟兵連隊：Panzergrenadier-Regiment 1 Hermann Göring
- ヘルマン・ゲーリング第2装甲猟兵連隊：Panzergrenadier-Regiment 2 Hermann Göring
- ヘルマン・ゲーリング装甲偵察大隊：Panzer-Aufklärungs- Abt. Hermann Göring
- ヘルマン・ゲーリング高射砲連隊：Flak-Regiment Hermann Göring
- ヘルマン・ゲーリング装甲砲兵連隊：Panzer-Artillerie- Regiment Hermann Göring
- ヘルマン・ゲーリング装甲工兵大隊：Panzer-Pionier- Btl. Hermann Göring
- ヘルマン・ゲーリング装甲通信大隊：Panzer-Nachrichten- Abt. Hermann Göring
- ヘルマン・ゲーリング野戦補充大隊：Feldersatz-Bataillon Hermann Göring
- ヘルマン・ゲーリング師団戦闘学校：Divisionkampfschule Hermann Göring
- ヘルマン・ゲーリング補給大隊：Nachschub-Abt. Hermann Göring
- ヘルマン・ゲーリング整備大隊：Instandsetzung-Abt. Hermann Göring
- ヘルマン・ゲーリング師団管理部隊：Verwaltungstruppe Hermann Göring
- ヘルマン・ゲーリング衛生大隊：Sanitäts-Abt. Hermann Göring

### ヘルマン・ゲーリング第1降下装甲師団 1944年5月
- 師団本部：Divisionsstab
- 本部中隊：Stabskompanie
- 野戦憲兵隊：Feldgenerarmerietrupp
- ヘルマン・ゲーリング第1降下装甲猟兵連隊：Fallschirm-Panzergrenadier-Regiment 1 Hermann Göring
- ヘルマン・ゲーリング第2降下装甲猟兵連隊：Fallschirm-Panzergrenadier-Regiment 2 Hermann Göring
- ヘルマン・ゲーリング降下装甲連隊：Fallschirm-Panzer-Regiment Hermann Göring
- ヘルマン・ゲーリング第1降下装甲偵察大隊：Fallschirm-Panzer-Aufklärungs-Abteilung 1 Hermann Göring
- ヘルマン・ゲーリング第1降下装甲軽歩兵大隊：Fallschirm-Panzer-Füsilier-Bataillon 1 Hermann Göring
- ヘルマン・ゲーリング第1降下装甲砲兵連隊：Fallschirm-Panzer-Artillerie-Regiment 1 Hermann Göring
- ヘルマン・ゲーリング第1降下装甲工兵大隊：Fallschirm-Panzer-Pionier-Bataillon 1 Hermann Göring
- ヘルマン・ゲーリング第1降下装甲通信大隊：Fallschirm-Panzer-Nachrichten-Abteilung 1 Hermann Göring
- ヘルマン・ゲーリング第1降下装甲野戦補充大隊：Fallschirm-Panzer-Feldersatz-Bataillon 1 Hermann Göring
- ヘルマン・ゲーリング第1野戦郵便局：Feldpostamt 1 Hermann Göring

### ヘルマン・ゲーリング降下装甲軍団 1944年11月
- 軍団本部：Stab der Korps
  - 野戦憲兵小隊：Feldgendarmeriezug
  - 即応飛行隊：Flugbereitschaft
  - 戦時報道隊：Kriegsberichtertrupp
  - ヘルマン・ゲーリング降下高射砲兵連隊：Fallschirm-Flakregiment Hermann Göring
  - ヘルマン・ゲーリング降下装甲突撃大隊：Fallschirm-Panzersturmbataillon Hermann Göring
  - ヘルマン・ゲーリング降下装甲軍団工兵大隊：Fallschirm-Panzerkorpspionierbataillon Hermann Göring
  - ヘルマン・ゲーリング降下装甲軍団通信大隊：Fallschirm-Panzerkorpsnachrichtenabteilung Hermann Göring
  - ヘルマン・ゲーリング補給大隊：Nachschubabteilung Hermann Göring
  - ヘルマン・ゲーリング整備大隊：Instandsetzungsabteilung Hermann Göring
  - ヘルマン・ゲーリング管理大隊：Verwaltungsbataillon Hermann Göring
  - ヘルマン・ゲーリング衛生大隊：Sanitätsabteilung Hermann Göring
  - ヘルマン・ゲーリング軍団野戦郵便局：Korpsfeldpostamt Hermann Göring
- ヘルマン・ゲーリング第1降下装甲師団：Fallschirm-Panzer-Division 1. Hermann Göring
- ヘルマン・ゲーリング第2降下装甲猟兵師団：Fallschirm-Panzergrenadier-Division 2. Hermann Göring